# Сушкинская
Су́шкинская — остановочный пункт Смоленского направления МЖД в деревне Часцы Одинцовского района Московской области.
Состоит из двух платформ, соединённых только настилом через пути. Не оборудована турникетами. Есть касса и ТППД. К югу от платформы — дачная застройка. Основная часть деревни располагается к северу от платформы, за полями, вдоль Можайского шоссе.
Время движения от Белорусского вокзала — около 50-60 минут.